# (29647) Poncelet
(29647) Poncelet (1998 WY) – planetoida z pasa głównego asteroid okrążająca Słońce w ciągu 3,6 lat w średniej odległości 2,35 j.a. Odkryta 17 listopada 1998 roku.